# Palaeomolis victori
Palaeomolis victori là một loài bướm đêm thuộc phân họ Arctiinae, họ Erebidae.